# Guided by Voices
I Guided by Voices, talvolta abbreviati in GBV, sono un gruppo musicale alternative rock statunitense originario di Dayton (Ohio) in attività dal 1983, ed hanno pubblicato, dal 1986, 30 album e decine di mini-album e di singoli . La formazione del gruppo ha avuto numerosi cambi ma è sempre stata capeggiata da Robert Pollard, cantautore nato nel 1957 e che ha scritto e pubblicato, con il gruppo o come solista, oltre 1600 canzoni.
Il gruppo è noto per l'attitudine per le registrazioni lo-fi (i primi album sono stati registrati su un 4 piste Portastudio) e per la prolificità delle pubblicazioni. Nella loro musica si sentono influenze garage rock, folk-rock, rock psichedelico, punk rock e post punk. Diversi album del gruppo hanno venduto ciascuno circa 50 000 copie.

## Storia

### Esordi e primo periodo
Il gruppo esordì nel 1986 con un primo EP, Forever Since Breakfast, in cui era evidente l'influenza dei R.E.M., cosa che sarebbe rimasta evidente anche negli album successivi del decennio degli anni ottanta; a questo primo EP seguì nel 1987 il primo LP, Devil Between My Toes , in cui si sentono influenze anche della new wave e, nello stesso anno, il secondo LP, Sandbox; ciascuno di questi venne stampato in proprio da Pollard in poche centinaia di copie e distribuite ai membri della famiglia e agli amici. Seguirono poi Self-Inflicted Aerial Nostalgia, nel 1989, e Same Place the Fly Got Smashed, nel 1990; tutti questi rientrano già nel genere lo-fi, cosa ne fece dei precursori del genere che avrebbe caratterizzato famosi gruppi del decennio successivo come Pavement e Sebadoh.
Per tutto questo primo periodo, Pollard, unico fulcro e anima creativa del gruppo, lavorava durante la settimana come insegnante elementare a Dayton e, nei fine settimana, si dedicava nel suo garage alla composizione e alla registrazione su un impianto a quattro tracce insieme ad alcuni amici. Tutti gli album vennero registrati con formazioni diverse di cui facevano però sempre parte Pollard e il chitarrista Tobin Sprout; constatato però lo scarso successo riscontrato sia di pubblico che di critica, Pollard decise di porre fine all'esperienza pubblicando nel 1992 un ultimo album, Propeller, che avrebbe dovuto essere l'ultimo del gruppo, nel quale raccolse anche materiale scartato dagli album precedenti; l'album venne stampato in 500 copie, ciascuna delle quali con una copertina realizzata appositamente a mano da amici e familiari. L'album ricevette buona accoglienza nei circoli rock universitari di New York e Los Angeles e buone recensioni e alla band venne offerto un primo contratto discografico dalla Scat Records. Pollard decise così di continuare la carriera, aggiungendo alla formazione, oltre al già presente Sprout, il chitarrista Mitch Mitchell e il batterista Kevin Fennell.

### Dal 1992 al 2004
Dopo il successo di Propeller, alla formazione si aggiunsero Mitch Mitchell come chitarrista e Kevin Fennell come batterista e, nel 1993, venne pubblicato Vampire on Titus; nel 1994, con una formazione che oltre a Pollard e a Sprout comprendeva altri cinque musicisti, venne pubblicato sempre dalla Scat Records un nuovo album, Bee Thousand, che comprendeva anche brani composti da Sprout. Grazie alla Matador Records l'album ottenne una distribuzione nazionale. Il disco, che mantenne lo stile dei precedenti, con brani scarni registrati e prodotti sempre col tradizionale approccio amatoriale, venne accolto bene dalla critica ricevendo numerose recensioni; negli anni successivi verrà considerato dalla critica come uno dei migliori del repertorio; in particolare la rivista Rolling Stone ne paragonò i contenuti a quelli dei classici di The Who, Kinks e Beatles ai quali Pollard si ispirava. Venne anche ripubblicato nel 2004 come album triplo, Bee Thousand: The Director's Cut, con numerosi brani aggiuntivi tratti degli EP The Grand Hour e I Am a Scientist. Gli album precedenti vennero poi rivalutati dalla critica e, in particolare, la rivista Rolling Stone li definì geniali. Pollard decise quindi nel 1994 di lasciare definitivamente il suo lavoro come insegnante di scuola elementare per dedicarsi alla musica a tempo pieno.
L'anno seguente venne firmato un contratto con la Matador che pubblicò il nuovo album, Alien Lanes, comprendente ventotto brani composti quasi tutti da Pollard, registrati come tradizione in maniera amatoriale. L'album venne pubblicato in un momento in cui il gruppo era gratificato da notevole popolarità e ottenne una buona recensione sulla rivista Rolling Stone che gli diede quattro stelle su cinque, arrivando a confrontare il gruppo con altre icone del rock alternativo del periodo come REM e Nirvana. Alien Lanes e Bee Thousand verranno considerati fra i capolavori del gruppo. Nel 1996 venne pubblicato dalla Matador Under the Bushes Under the Stars.
Nel 1997 Pollard cambia di nuovo formazione assumendo i membri dei Cobra Verde, i chitarristi John Petkovic e Doug Gillard, il bassista Don Depew e il batterista Dave Swanson, con i quali registra prima Mag Earwhig! e poi Tonics & Twisted Chasers, entrambi con la collaborazione anche di Tobin Sprout. Nel 1999, con una nuova formazione ancora diversa, comprendente Doug Gillard dei Cobra Verde come chitarrista e Jim MacPherson alla batteria, venne registrato Do the Collapse, pubblicato dalla TVT Records. Sempre con la TVT, nel 2001 venne pubblicato Isolation Drills. L'album contiene Glad Girls, che comparve nella colonna sonora della serie televisiva Buffy l'ammazzavampiri. Seguirono nel 2002 Universal Truths and Cycles, nel 2003 Earthquake Glue e, nel 2004, Half Smiles of the Decomposed, che venne annunciato come l'ultimo album della band; l'anno stesso infatti venne comunicato lo scioglimento del gruppo dopo un ultimo tour. Durante il tour alcune città come Houston, Austin e Dallas in Texas, San Diego e Los Angeles in California, New York e Chicago, proclamarono il "Guided by Voices Day", ovvero il giorno dei GBV; venne anche creato un sito, joingbv.com, dove era possibile proporre la propria città.

### Dal 2010 al 2014 - prima reunion
Nel 2010, dopo una pausa che durava dal 2004, venne riformato il gruppo con quella che era la formazione del periodo 1993/1996 per suonare alle celebrazione del 21 anniversario della Matador Records a Las Vegas. A questo seguì una serie di concerti che fecero il "tutto esaurito". Nel 2011 iniziarono le registrazioni di nuovo materiale che sarebbe stato pubblicato l'anno successivo. Nel 2012 vennero pubblicati tre album (con la stessa formazione del 1996 che comprendeva, oltre a Pollard, Mitch Mitchell e Tobin Sprout come chitarristi, Greg Demos come bassista e Kevin Fennell alla batteria): Let's Go Eat the Factory, seguito da Class Clown Spots a UFO e The Bears for Lunch. Jay Carney, portavoce della Casa Bianca e responsabile delle conferenze stampa del Presidente degli Stati Uniti d'America Barack Obama, il 3 marzo 2012, annunciando durante una conferenza stampa la visita nella città di Dayton del presidente e del Primo ministro britannico David Cameron, ha sottolineato che questa era anche la città dei Guided by Voices, «la più grande rock'n'roll band dell'era moderna… è il mio modesto parere».
A settembre 2012 la band iniziò un tour di 13 concerti, "Tour of the South" negli USA, partendo da Dayton, e comprendente varie tappe come Cleveland, Pittsburgh, e altre in North Carolina, Florida, Georgia, New Orleans, Texas (Houston e Austin), Missouri e Kansas e ultima data a St. Louis.
Nel 2013 il batterista Kevin Fennell venne licenziato da Pollard per aver messo in vendita la propria batteria.
Un altro album, English Little League, venne pubblicato nel 2013, seguito nel 2014 da Motivational Jumpsuit, pubblicato dalla Guided By Voices Inc. e dalla Fire Records, e da Cool Planet, pochi mesi dopo. Nel 2014 Pollard annunciò un nuovo scioglimento per il gruppo, pubblicando sul loro sito ufficiale con il seguente messaggio: «I Guided By Voices sono giunti alla fine. Con quattro anni di grandi concerti e sei ottimi album, è stato un bel ritorno. Sfortunatamente il resto dei concerti previsti per i prossimi due mesi è cancellato. Ci scusiamo sinceramente con chi hanno già comprato i biglietti e si erano già organizzati per viaggiare. Grazie a tutti quelli che hanno supportato i GBV»". Anche il previsto tour venne cancellato.
Pollard si dedicò quindi a una intensa attività esterna al progetto dei GBV, producendo e pubblicando decine di album a suo nome o insieme ad altri musicisti in progetti paralleli come Circus Devils.

### Dal 2016 - seconda reunion
Il gruppo venne riformato da Pollard nel 2016 per partecipare allo Sled Island Festival di Calgary dello stesso anno; la formazione comprende, oltre a Pollard, Bobby Bare Jr. e Nick Mitchell alle chitarre, Kevin March alla batteria e Mark Shue al basso. L'anno stesso venne pubblicato l'album Please Be Honest.
Nel 2017 seguirono due nuovi album, August by Cake e How Do You Spell Heaven, seguiti nel 2018 da Space Gun e, nel 2019, da tre nuovi album, Zeppelin Over China, Warp and Woof e Sweating the Plague con il quale Pollard raggiunse - considerati anche quelli pubblicati come solista e alcuni progetti paralleli con altri musicisti - la quota di cento album pubblicati. Il 31 dicembre il gruppo tenne un concerto a Los Angeles dove suonò 100 canzoni. Vennero poi annunciati altri due nuovi album in pubblicazione nel 2020, Surrender Your Poppy Field e Mirrored Aztec.

## Filmografia
- Watch Me Jumpstart (1995) - documentario sul gruppo diretto da Banks Tarver.

## Discografia

### Album in studio
- 1987 - Devil Between My Toes
- 1987 - Sandbox
- 1989 - Self-Inflicted Aerial Nostalgia
- 1990 - Same Place the Fly Got Smashed
- 1992 - Propeller
- 1993 - Vampire on Titus
- 1994 - Bee Thousand
- 1995 - King Shit and the Golden Boys
- 1995 - Alien Lanes
- 1996 - Under the Bushes Under the Stars
- 1996 - Tonics & Twisted Chasers
- 1997 - Mag Earwhig!
- 1999 - Do the Collapse
- 2001 - Isolation Drills
- 2002 - Universal Truths and Cycles
- 2003 - Earthquake Glue
- 2004 - Half Smiles of the Decomposed
- 2012 - Let's Go Eat the Factory
- 2012 - Class Clown Spots a UFO
- 2012 - The Bears for Lunch
- 2013 - English Little League
- 2014 - Motivational Jumpsuit
- 2014 - Cool Planet
- 2016 - Please Be Honest
- 2017 - August by Cake
- 2017 - How Do You Spell Heaven
- 2018 - Space Gun
- 2019 - Zeppelin Over China
- 2019 - Warp and Woof
- 2019 - Sweating the Plague
- 2020 - Surrender Your Poppy Field
- 2020 - Mirrored Aztec
- 2020 - Styles We Paid For
- 2021 - Earth Man Blues
- 2021 - It's Not Them. It Couldn't Be Them. It Is Them!
- 2022 - Crystal Nuns Cathedral
- 2022 - Tremblers and Goggles by Rank
- 2022 - Scalping the Guru
- 2023 - La La Land
- 2023 - Welshpool Frillies
- 2023 - Nowhere to Go But Up
- 2024 - Strut Of Kings
- 2025 - Universe Room

### Mini-LP
- 1986 - Forever Since Breakfast

### Extended play
- 1993 - The Grand Hour
- 1993 - Static Airplane Jive
- 1994 - Get Out of My Stations
- 1994 - Fast Japanese Spin Cycle
- 1994 - Clown Prince of the Menthol Trailer
- 1994 - I Am a Scientist
- 1995 - Tigerbomb
- 1996 - Sunfish Holy Breakfast
- 1996 - Plantations of Pale Pink
- 1997 - Wish in One Hand...
- 1999 - Plugs for the Program
- 2000 - Hold on Hope
- 2000 - Dayton, Ohio – 19 Something and 5
- 2001 - Daredevil Stamp Collector - nuova edizione di Hold on Hope
- 2002 - The Pipe Dreams of Instant Prince Whippet
- 2013 - Down by the Racetrack
- 2018 - Wine Cork Stonehenge
- 2018 - 100 Dougs
- 2019 - Umlaut Over the Ozone
- 2019 - 1901 Acid Rock

### Singoli
- 1995 - Motor Away
- 1996 - Brighton Rocks (45 giri registrato dal vivo a Brighton durante il tour in UK del 1995 e distribuito gratuitamente con una fanzine: Lato A: Hot Freaks / Lato B: Game Of Pricks)[37]
- 1996 - The Official Ironmen Rally Song
- 1996 - Cut-Out Witch
- 1997 - Bulldog Skin
- 1997 - I Am a Tree
- 1999 - Hold on Hope
- 1999 - Surgical Focus
- 1999 - Teenage FBI
- 2001 - Chasing Heather Crazy
- 2001 - Glad Girls
- 2002 - Back to The Lake
- 2002 - Cheyenne
- 2002 - Everywhere with Helicopter
- 2002 - Universal Truths And Cycles
- 2003 - My Kind of Soldier
- 2003 - The Best of Jill Hives
- 2011 - Doughnut for A Snowman
- 2011 - The Unsinkable Fats Domino / We Won't Apologize For The Human Race
- 2012 - Chocolate Boy
- 2012 - Class Clown Spots A UFO
- 2012 - Everywhere Is Miles From Everywhere
- 2012 - Hangover Child
- 2012 - Jon The Croc
- 2012 - Keep It In Motion
- 2012 - White Flag
- 2013 - Flunky Minnows
- 2013 - Islands (She Talks In Rainbows)
- 2013 - Noble Insect
- 2013 - Trashcan Full of Nails
- 2013 - Xeno Pariah
- 2014 - Alex and the Omegas
- 2014 - All American Boy
- 2014 - Authoritarian Zoo
- 2014 - Males of Wormwood Mars
- 2014 - Planet Score
- 2014 - Save the Company
- 2014 - Table at Fool's Tooth
- 2014 - The Littlest League Possible
- 2014 - Vote for Me Dummy
- 2017 - Just to Show You
- 2017 - Space Gun
- 2018 - See My Field
- 2018 - That's Good
- 2018 - You Own The Night

### Antologie
- 1995 - King Shit and the Golden Boys
- 2003 - The Best of Guided By Voices: Human Amusements at Hourly Rates

### Box set
- 1995 - Box
- 2000 - Suitcase: Failed Experiments and Trashed Aircraft
- 2003 - Hardcore UFOs: Revelations, Epiphanies and Fast Food in the Western Hemisphere
- 2005 - Suitcase 2: American Superdream Wow
- 2009 - Suitcase 3: Up We Go Now
- 2015 - Suitcase Four: Captain Kangaroo Won the War

### Tributi
- 2011 - Sing For Your Meat: A Tribute to Guided by Voices

## Membri
- Robert Pollard – voce (1975–2004, 2010–2014, dal 2016), chitarra (1975–1992)
- Doug Gillard – chitarra, cori (1997–2004, dal 2016)
- Kevin March – batteria (2002–2004, 2014, dal 2016)
- Bobby Bare, Jr. – chitarra (dal 2016)
- Mark Shue – basso (dal 2016)

Ex membri
- Mitch Mitchell – chitarra (1978–1997, 2010–2014), basso (1983-1987)
- Paul Comstock - chitarra (1983)
- Ed John - chitarra (1984)
- Tobin Sprout – chitarra, voce, compositore (1986–1997, 2010–2014)
- Jim Pollard – chitarra (1986–1992)
- Kevin Fennell – batteria (1983–1989, 1993–1997, 2010–2014)
- Mitch Swann - chitarra (1986)
- Don Thrasher – batteria (1989–1992)
- Steve Wilbur - basso (1988-1989)
- Dan Toohey – basso (1993–1994)
- Greg Demos – basso (1990-1992, 1994–2000, 2010–2014)
- James Greer - basso,[38] compositore (1994-1996)[39]
- Bruce Smith- batteria (1978-1982, 1989)
- Dave Swanson – batteria (1997–1998)
- Jim Macpherson – batteria (1998–2001)
- Jon McCann – batteria (2001–2002)
- Nate Farley – chitarra (1998–2004)
- Tim Tobias – basso (2000–2003)
- Chris Slusarenko – basso (2003–2004)
- Nick Mitchell – chitarra (2016)